# Tomas Kalnoky
Tomas Kalnoky, noto anche con lo pseudonimo di Toh Kay (Praga, 24 dicembre 1980), è un cantante e musicista ceco naturalizzato statunitense.

## Biografia
Nato in Repubblica Ceca, si è spostato negli Stati Uniti quando aveva solo 5 anni.
Il suo primo gruppo musicale era chiamato Gimp. Ha fatto parte del gruppo Catch 22, che ha lasciato dopo aver pubblicato un solo album in studio, ovvero Keasbey Nights.
È cantante, chitarrista e autore nei gruppi Streetlight Manifesto e Bandits of the Acoustic Revolution.
È proprietario dell'etichetta discografica Pentimento Music Company.

## Discografia

### Gimp
- 1996 - Smiles for Macavity

### Catch 22
- 1997 - Rules of the Game (EP)
- 1998 - Keasbey Nights

### Bandits of the Acoustic Revolution
- 2001 - A Call to Arms (EP)

### Streetlight Manifesto
- 2002 - Streetlight Manifesto Demo (EP)
- 2003 - Everything Goes Numb
- 2006 - Keasbey Nights
- 2007 - Somewhere in the Between
- 2010 - 99 Songs of Revolution
- 2013 - The Hands That Thieve

### Toh Kay
- 2010 - You By Me: Vol. 1 (con Dan Potthast & The Stitch Up)
- 2011 - Streetlight Lullabies
- 2013 - The Hand That Thieves
- 2014 - You By Me: Vol. 2 (con Sycamore Smith)